# Efekt aerozolowy pośredni

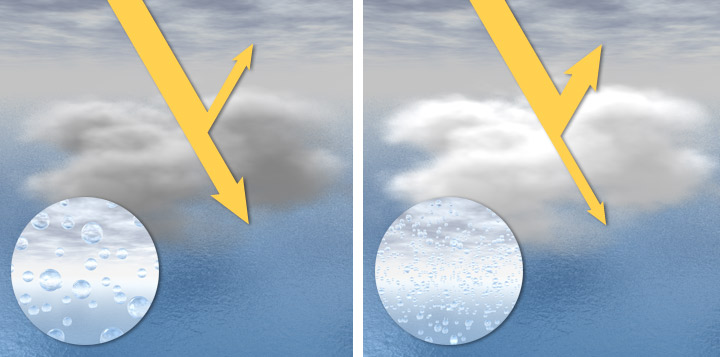
Pośredni efekt aerozolowy. Chmury powstające w czystym powietrzu składają się z względnie małej liczby dużych kropli (po lewej). W rezultacie mają małe albedo, są przejrzyste i łatwo przepuszczają promieniowanie słoneczne. Chmury powstające w powietrzu z dużą zawartością aerozolu (po prawej) składają się z względnie dużej liczby drobnych kropel i mają w związku z tym duże albedo. To znaczy, że rozpraszają dużo promieniowania słonecznego, nie dopuszczając go do powierzchni Ziemi. Są gęste i białe, ponieważ rozpraszają promieniowanie na wszystkie strony.

Efekt aerozolowy pośredni (ang. indirect aerosol effect) – jeden ze sposobów, w jaki aerozole atmosferyczne wpływają na bilans energetyczny planety a tym samym - jej klimat. Obejmuje dwa mechanizmy: wpływ aerozolu na albedo i czas życia chmur.  
Cząstki aerozolu atmosferycznego mogą stanowić jądra kondensacji niezbędne do powstawania chmur. Przy tej samej zawartości pary wody, powstająca chmura może składać się z dużej liczby drobnych kropel lub małej liczby dużych kropel - zależnie od koncentracji cząstek aerozolu w atmosferze. Wpływa to na jej albedo: chmura składająca się z większej liczby kropel rozprasza więcej promieniowania słonecznego. Oznacza to zmniejszenie ilości energii docierającej do powierzchni Ziemi a więc chłodzący wpływ na klimat. Dobrze widocznym na zdjęciach satelitarnych przykładem działania pośredniego efektu aerozolowego są ścieżki statków. 
W chmurze składającej się z dużej liczby drobnych kropelek o podobnych rozmiarach utrudnione jest zapoczątkowanie koalescencji a więc też - powstawanie deszczu. Opóźnienie powstania opadu oznacza wydłużenie czasu życia chmury a więc i zwiększenie ilości promieniowania słonecznego, jakie w jego trakcie rozproszy. To również ma chłodzący wpływ na klimat.